# João Nunes da Cunha

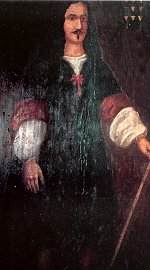
João Nunes da Cunha

João Nunes da Cunha, 1.º conde de São Vicente (Lisboa, 1619 — Goa, 7 de novembro de 1668) foi um nobre e administrador colonial português. Em 2 de abril de 1666, por carta régia, foi feito Conde de São Vicente por Dom Afonso VI de Portugal. Foi nomeado vice-rei da Índia, cargo que exerceu até a morte.
Teve uma educação jesuíta, no Colégio de Santo Antão-o-Novo, em Lisboa, frequentando a Aula da Esfera